# وانكويتن
وانكويتن (بالفرنسية: Wanquetin)‏ هي بلدية تقع في إقليم باد كاليه من منطقة نور با دو كاليه في شمال فرنسا. تبلغ مساحة هذه المدينة 10.18 (كم²)، وترتفع عن سطح البحر 91 م، يبلغ عدد سكانها 695 نسمة حسب إحصاء المعهد الوطني للإحصاء والدراسات الاقتصادية سنة 2009 م. وترأس Michel Hanot البلدية خلال فترة (2008-2014).